# Ndaxagua
Ndaxagua è un sito archeologico e una caverna (conosciuto localmente come El Puente Colosal, ponte colossale) con doppia entrata, situato nella zona settentrionale del bacino di Coixtlahuaca. La caverna si trova presso la periferia della regione abitata da gente Maya, ma con tutta probabilità era abitata e usata da altre culture mesoamericane, principalmente Zapotechi e Mixtechi.
La caverna prende il nome da un ponte di roccia naturale al di sopra di essa. Veniva usata come entrata sacra all'interno del bacino. Alcuni codici trovati a Coixtlahuaca menzionano questa caverna, e spiegano che si credeva che fosse il luogo dove Quetzalcoatl era sceso dal paradiso.
Sulle pareti ci sono delle iscrizioni che mostrano figure umane con maschere con un becco. Un altro segno mostra un uomo che sta sacrificando un cervo.